# Dusona argentopilosa
Dusona argentopilosa là một loài tò vò trong họ Ichneumonidae.